# 박창명 (공무원)
박창명(朴昌明, 1951년 3월 15일 ~ , 경남 사천)은 대한민국의 군인이자 제23대 병무청장이다.

## 학력
- 1970년 : 진주고등학교 졸업
- 1972년 : 진주교육대학 전문학사
- 1974년 : 경상국립대학교 축산학 학사
- 1974년 : 육군보병학교 수료
- 1978년 : 육군공병학교 수료
- 1987년 : 국방대학교 행정학사
- 1990년 : 국방대학원 행정학 석사
- 1997년 : 경상국립대학교 대학원 행정학 석사

### 명예 박사 학위
- 2010년 : 경상국립대학교 명예 행정학 박사

## 주요 경력
- 2000.01 ~ 2000.12 : 육군 제11군단 참모장 (육군 준장)
- 2000.12 ~ 2002.04 : 육군 제205특공여단장
- 2002.04 ~ 2003.04 : 육군 교육사령부 교리발전부 차장
- 2003.04 ~ 2005.05 : 육군 제36보병사단장 (육군 소장)
- 2005.05 ~ 2006.05 : 육군본부 정보화기획실장
- 2006.05 ~ 2007.10 : 육군 제9군단장 (육군 중장)
- 2007.11 ~ 2009.04 : 육군 제1야전군사령부 부사령관
- 2009.04 ~ 2010.05 : 국방대학교 총장
- 2010.06 ~ 2010.12 : 미국 하와이대학교 아태문제연구소 객원교수
- 2010.09 ~ 2013.03 : 경상국립대학교 정치외교학과 교수
- 2013.03 ~ 2017.07 : 병무청장

## 수상
- 대통령표창
- 보국훈장 삼일장
- 보국훈장 천수장
- 보국훈장 국선장

| 전임 김일생 | 제23대 병무청장 2013년 3월 13일 ~ 2017년 7월 16일 | 후임 기찬수 |